# Cryptazeca subcylindrica
Cryptazeca subcylindrica is een slakkensoort uit de familie van de Ferussaciidae. De wetenschappelijke naam van de soort is voor het eerst geldig gepubliceerd in 1877 door De Folin & Berillon.